# Żubr (piwo)
Żubr – marka jasnego, pasteryzowanego piwa, na bazie słodu jęczmiennego warzonego przez koncern Kompania Piwowarska SA. Zawiera 12,1% (wag.) ekstraktu oraz 6,0% (obj.) alkoholu. Dostępny jest w butelkach o pojemności 500 ml oraz w puszkach 500 ml i 550 ml.
Historia browaru, w którym jest produkowany Żubr, sięga 1768 roku. To właśnie wtedy z inicjatywy hetmana Jana Klemensa Branickiego powstał w Dojlidach zakład piwowarski. Po 235 latach, w 2003 roku, białostocki Browar Dojlidy wraz ze swym sztandarowym produktem – piwem Żubr – stał się własnością Kompanii Piwowarskiej SA, która wypromowała Żubra na terenie całej Polski. Osiągnięty wówczas wzrost sprzedaży i rozpoznawalności produktu przypisuje się skutecznej kampanii reklamowej, której pierwszym ogólnopolskim spotem było „Mruczando”.
Udział Żubra w polskim rynku piwa w 2003 roku wynosił 0,2%. W roku 2009 Żubr zajmował drugie miejsce w rankingu najlepiej sprzedających się piw w Polsce z rynkowym udziałem na poziomie 13%. Taki sam udział w rynku odnotował Żubr w roku 2015, wyprzedzając piwo Tyskie.

## Żubr ciemnozłoty

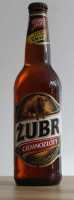
butelka piwa Żubr ciemnozłoty, 2016

We wrześniu 2011 roku marka Żubr wprowadziła na rynek sezonowy (jesienno – zimowy) wariant piwa – Żubra Ciemnozłotego. Był on warzony na bazie słodów jęczmiennych. Zawierał 15% (wag.) ekstraktu i 6,5% (obj.) alkoholu.

## Prażubr
W kwietniu 2016 Kompania Piwowarska wprowadziła na rynek kolejne piwo specjalne. Prażubr to niepasteryzowany lager o umiarkowanej goryczce i zawartości alkoholu 5% obj. Dostępny jest w butelkach zwrotnych oraz w puszkach 500 ml. Jego recepturę opracowano w browarze Dojlidy Białystok. Nazwa produktu odwołuje się do prażubra – ssaka z okresu plejstocenu, spokrewnionego z dzisiejszym żubrem. Również spoty reklamowe podkreślają podobieństwo między tymi gatunkami. Strona produktu to:

## Reklama
Reklamy piwa Żubr cechuje specyficzny humor oparty na grze słów, wykorzystującej ich podwójne znaczenia. Żubr przedstawiany jest w nich jako opiekun puszczy, dbający o porządek i o inne zwierzęta. Koncepcja reklam pochodzi od agencji PZL, a współtworzył ją Iwo Zaniewski.
Reklamy piwa Żubr były wielokrotnie nagradzane. Przykłady stanowią:
- nagroda Effie w kategorii „napoje alkoholowe” w roku 2004[11][12],
- nagroda Effie za kampanię długoterminową w roku 2006[12][13],
- Europejska Nagroda Mercatus z roku 2009[14].

W roku 2016 kampanię dopełniła akcja typu instant win „Dwa szybkie żubry”, w której kapsle z odpowiednim napisem można wymieniać na kolejne piwa.
W 2019 i 2022 roku marka piwa włączyła się w akcję promującą ochronę zagrożonych gatunków zwierząt Puszczy Białowieskiej – wilka, rysia i sóweczki – wprowadzając na etykietę wizerunki tych zwierząt zamiast żubra.